# احمدآباد (کنویست)
احمدآباد روستایی در دهستان کنویست بخش مرکزی شهرستان مشهد استان خراسان رضوی ایران است.

## جمعیت
بر پایه سرشماری عمومی نفوس و مسکن در سال ۱۳۹۵ جمعیت این روستا ۲٬۳۸۸ نفر (۶۰۵خانوار) بوده‌است.